# Gran Premio di Svezia 1975
Il Gran Premio di Svezia 1975 è stata la settima prova della stagione 1975 del Campionato mondiale di Formula 1. Si è corsa domenica 8 giugno 1975 sul Circuito di Anderstorp. La gara è stata vinta dall'austriaco Niki Lauda su Ferrari; per il vincitore si trattò del quinto successo nel mondiale. Ha preceduto sul traguardo l'argentino Carlos Reutemann su Brabham-Ford Cosworth e lo svizzero Clay Regazzoni su Ferrari. I podi di Lauda e Regazzoni furono il 199° e 200° per la Ferrari nel mondiale.

## Vigilia

### Aspetti sportivi
Il pilota britannico Damien Magee (all'esordio in Formula 1, proveniente da esperienze in Formula 5000) e il sudafricano Ian Scheckter, che in stagione aveva già corso il Gran Premio nel suo Paese sostituirono, sulle Williams, Jacques Laffite (impegnato nuovamente in Formula 2 nel Rhein-Pokalrennen) e Arturo Merzario (per contrasti tra il pilota italiano e Frank Williams) .
L'australiano Vern Schuppan, che nel 1974 aveva disputato alcune gara con l'Ensign, prese il posto di François Migault alla Hill. Si ripresentò la Parnelli, sempre con Mario Andretti quale unico pilota, mentre l'Ensign, iscrisse Gijs van Lennep, olandese che tra il 1971 e il 1974 aveva già disputato 5 gran premi con Surtees e Iso Marlboro, ma che non prese parte alle prove. Anche il pilota svedese Torsten Palm tornò a iscriversi, sempre su una Hesketh della Polar Caravans.

## Qualifiche

### Resoconto
Nella prima giornata di prove il miglior tempo venne fatto segnare dal pilota della March-Ford Cosworth Vittorio Brambilla, che precedette due piloti francesi: Patrick Depailler (su Tyrrell) e Jean-Pierre Jarier (su Shadow). Niki Lauda, che aveva colto le ultime tre pole consecutive, era quinto. Le Ferrari 312 T, che fin dal loro esordio dimostravano una certa superiorità, si dimostravano meno competitive sul tracciato svedese. Le curve rialzate comportavano uno schiacciamento della vettura, che godeva di un assetto morbido.
Il giorno seguente nessun pilota riuscì a battere il tempo del pilota monzese che così fu il primo pilota italiano a conquistare la pole position da 9 anni, dopo Lorenzo Bandini in Francia nel 1966. Per la March questa fu la quarta pole nel mondiale, dopo un'attesa di cinque stagioni (ultima per Jackie Stewart nel Gran Premio del Belgio 1970 con March gestita dalla Tyrrell). Sostanzialmente la classifica rimase quella del giorno precedente, anche a causa della condizione della pista, giudicata "molto sporca". Delusero le Ferrari, con Lauda quinto e Clay Regazzoni solo undicesimo. La mescola morbida portata dalla Goodyear non si adattava alla vettura italiana, che risultava difficilmente guidabile, anche nel rettilineo. Problemi alle sospensioni per Emerson Fittipaldi, sesto.

### Risultati
Nella sessione di qualifica si è avuta questa situazione:
| Pos | Nº | Pilota             | Costruttore              | Squadra                          | Tempo    | Griglia |
| --- | -- | ------------------ | ------------------------ | -------------------------------- | -------- | ------- |
| 1   | 9  | Vittorio Brambilla | March-Ford Cosworth      | Beta Team March                  | 1'24"630 | 1       |
| 2   | 4  | Patrick Depailler  | Tyrrell-Ford Cosworth    | Elf Team Tyrrell                 | 1'25"010 | 2       |
| 3   | 17 | Jean-Pierre Jarier | Shadow-Ford Cosworth     | UOP Shadow Racing Team           | 1'25"060 | 3       |
| 4   | 7  | Carlos Reutemann   | Brabham-Ford Cosworth    | Martini Racing                   | 1'25"180 | 4       |
| 5   | 12 | Niki Lauda         | Ferrari                  | Scuderia Ferrari SpA SEFAC       | 1'25"457 | 5       |
| 6   | 8  | Carlos Pace        | Brabham-Ford Cosworth    | Martini Racing                   | 1'25"802 | 6       |
| 7   | 16 | Tom Pryce          | Shadow-Ford Cosworth     | UOP Shadow Racing Team           | 1'25"866 | 7       |
| 8   | 3  | Jody Scheckter     | Tyrrell-Ford Cosworth    | Elf Team Tyrrell                 | 1'25"900 | 8       |
| 9   | 5  | Ronnie Peterson    | Lotus-Ford Cosworth      | John Player Team Lotus           | 1'26"012 | 9       |
| 10  | 18 | John Watson        | Surtees-Ford Cosworth    | Team Surtees                     | 1'26"085 | 10      |
| 11  | 1  | Emerson Fittipaldi | McLaren-Ford Cosworth    | Marlboro Team Texaco             | 1'26"088 | 11      |
| 12  | 11 | Clay Regazzoni     | Ferrari                  | Scuderia Ferrari SpA SEFAC       | 1'26"283 | 12      |
| 13  | 24 | James Hunt         | Hesketh-Ford Cosworth    | Hesketh Racing                   | 1'26"500 | 13      |
| 14  | 2  | Jochen Mass        | McLaren-Ford Cosworth    | Marlboro Team Texaco             | 1'26"773 | 14      |
| 15  | 27 | Mario Andretti     | Parnelli-Ford Cosworth   | Vel's Parnelli Jones Racing      | 1'26"821 | 15      |
| 16  | 28 | Mark Donohue       | Penske-Ford Cosworth     | Penske Cars                      | 1'27"154 | 16      |
| 17  | 23 | Tony Brise         | Hill-Ford Cosworth       | Embassy Racing with Graham Hill  | 1'27"318 | 17      |
| 18  | 6  | Jacky Ickx         | Lotus-Ford Cosworth      | John Player Team Lotus           | 1'27"320 | 18      |
| 19  | 26 | Alan Jones         | Hesketh-Ford Cosworth    | Custom Made Harry Stiller Racing | 1'27"375 | 19      |
| 20  | 21 | Ian Scheckter      | Williams-Ford Cosworth   | Frank Williams Racing Cars       | 1'27"470 | 20      |
| 21  | 32 | Torsten Palm       | Hesketh-Ford Cosworth    | Polar Caravans                   | 1'27"642 | 21      |
| 22  | 20 | Damien Magee       | Williams-Ford Cosworth   | Frank Williams Racing Cars       | 1'27"676 | 22      |
| 23  | 14 | Bob Evans          | BRM                      | Stanley BRM                      | 1'28"422 | 23      |
| 24  | 10 | Lella Lombardi     | March-Ford Cosworth      | Lavazza March                    | 1'28"687 | 24      |
| 25  | 30 | Wilson Fittipaldi  | Copersucar-Ford Cosworth | Copersucar-Fittipaldi            | 1'28"810 | 25      |
| 26  | 22 | Vern Schuppan      | Hill-Ford Cosworth       | Embassy Racing with Graham Hill  | 1'30"809 | 26      |

## Gara

### Resoconto
In gara Vittorio Brambilla prese la testa, e condusse la gara agevolmente (in questo aiutato da Tom Pryce che, costretto al pit stop per un problema tecnico generato dalla sabbia, come doppiato fece da cuscinetto sugli avversari), fino al 16 esimo giro quando venne sorpassato da Carlos Reutemann sulla Brabham, che aveva passato Jean-Pierre Jarier; Brambilla soffriva di problemi di blistering sulle ruote anteriori; sarà poi costretto al ritiro una decina di giri dopo per un problema al semiasse posteriore sinistro. Già al 13º giro Patrick Depailler, secondo dietro a Brambilla, era costretto ai box per una rottura nell'impianto dell'olio.
Al 38º giro fu il turno del ritiro di Jarier per un guasto al propulsore, seguito tre giri dopo da Pace, che dopo un testacoda non fu capace di ripartire. Ora, dietro a Reutemann, si trovavano le due Ferrari, che trovarono in gara un miglior feeling con le coperture. Dietro ai ferraristi si trovavano Mario Andretti, Watson ed Emerson Fittipaldi. Watson fu costretto poi a una sosta ai box per una gomma dechappata.
Nelle retrovie Tony Brise fu autore di una bella rimonta, in cui passò Mark Donohue e Ronnie Peterson per poi ritrovarsi a combattere col campione del mondo Emerson Fittipaldi. La bagarre favorì il recupero di John Watson sulla Surtees che si riavvicinò ai due duellanti.
La situazione degli pneumatici permise a Lauda di avvicinarsi all'argentino; al 70º giro, grazie a una serie di giri veloci e sfruttando le gomme dure, il ferrarista sorpassò Reutemann e andò a vincere per la terza volta di fila. Reutemann fu comunque secondo, mentre al gradino più basso del podio si classificò l'altro ferrarista, Clay Regazzoni.
Brise, a causa di un problema al cambio, si arrese, negli ultimi giri, a Donohue, ma ottenne comunque un punto, al suo terzo gran premio; fu il primo per lui e per la Hill come costruttore. Fittipaldi ebbe dei problemi all'impianto frenante e venne superato da Jody Scheckter, terminando così ottavo. A punti, per la prima volta nel mondiale, andarono anche le due scuderie statunitensi Parnelli (con Andretti quarto) e Penske (con Donohue quinto). Era capitato solo nel Gran Premio d'Argentina del 1958 che ben tre nuovi costruttori cogliessero i primi loro punti iridati nel corso di uno stesso gran premio.
In campionato Lauda aveva 10 punti di margine su Reutemann, mentre nella coppa costruttori Ferrari e Brabham erano appaiate al comando.

### Risultati
I risultati del gran premio sono i seguenti:
| Pos | No | Pilota             | Costruttore              | Giri | Tempo/Ritiro        | Pos.Griglia | Punti |
| --- | -- | ------------------ | ------------------------ | ---- | ------------------- | ----------- | ----- |
| 1   | 12 | Niki Lauda         | Ferrari                  | 80   | 1:59'18"319         | 5           | 9     |
| 2   | 7  | Carlos Reutemann   | Brabham-Ford Cosworth    | 80   | + 6"288             | 4           | 6     |
| 3   | 11 | Clay Regazzoni     | Ferrari                  | 80   | + 29"095            | 12          | 4     |
| 4   | 27 | Mario Andretti     | Parnelli-Ford Cosworth   | 80   | + 44"380            | 15          | 3     |
| 5   | 28 | Mark Donohue       | Penske-Ford Cosworth     | 80   | + 1'30"763          | 16          | 2     |
| 6   | 23 | Tony Brise         | Hill-Ford Cosworth       | 79   | + 1 Giro            | 17          | 1     |
| 7   | 3  | Jody Scheckter     | Tyrrell-Ford Cosworth    | 79   | + 1 Giro            | 8           |       |
| 8   | 1  | Emerson Fittipaldi | McLaren-Ford Cosworth    | 79   | + 1 Giro            | 11          |       |
| 9   | 5  | Ronnie Peterson    | Lotus-Ford Cosworth      | 79   | + 1 Giro            | 9           |       |
| 10  | 32 | Torsten Palm       | Hesketh-Ford Cosworth    | 78   | Mancanza di benzina | 21          |       |
| 11  | 26 | Alan Jones         | Hesketh-Ford Cosworth    | 78   | + 2 Giri            | 19          |       |
| 12  | 4  | Patrick Depailler  | Tyrrell-Ford Cosworth    | 78   | + 2 Giri            | 2           |       |
| 13  | 14 | Bob Evans          | BRM                      | 78   | + 2 Giri            | 23          |       |
| 14  | 20 | Damien Magee       | Williams-Ford Cosworth   | 78   | + 2 Giri            | 22          |       |
| 15  | 6  | Jacky Ickx         | Lotus-Ford Cosworth      | 77   | + 3 Giri            | 18          |       |
| 16  | 18 | John Watson        | Surtees-Ford Cosworth    | 77   | + 3 Giri            | 10          |       |
| 17  | 30 | Wilson Fittipaldi  | Copersucar-Ford Cosworth | 74   | + 6 Giri            | 25          |       |
| Rit | 16 | Tom Pryce          | Shadow-Ford Cosworth     | 53   | Testacoda           | 7           |       |
| Rit | 21 | Ian Scheckter      | Williams-Ford Cosworth   | 49   | Gomme               | 20          |       |
| Rit | 22 | Vern Schuppan      | Hill-Ford Cosworth       | 47   | Trasmissione        | 26          |       |
| Rit | 8  | Carlos Pace        | Brabham-Ford Cosworth    | 41   | Testacoda           | 6           |       |
| Rit | 17 | Jean-Pierre Jarier | Shadow-Ford Cosworth     | 38   | Motore              | 3           |       |
| Rit | 9  | Vittorio Brambilla | March-Ford Cosworth      | 36   | Trasmissione        | 1           |       |
| Rit | 2  | Jochen Mass        | McLaren-Ford Cosworth    | 34   | Perdita d'olio      | 14          |       |
| Rit | 24 | James Hunt         | Hesketh-Ford Cosworth    | 21   | Freni               | 13          |       |
| Rit | 10 | Lella Lombardi     | March-Ford Cosworth      | 10   | Alimentazione       | 24          |       |
| NA  | 31 | Gijs van Lennep    | Ensign-Ford Cosworth     |      |                     |             |       |
| NA  | 35 | Dave Walker        | Maki-Ford Cosworth       |      |                     |             |       |

## Statistiche
Piloti
- 5ª vittoria per Niki Lauda
- 1° e unica pole position per Vittorio Brambilla
- 1º Gran Premio per Damien Magee
- Ultimo Gran Premio per Torsten Palm

Costruttori
- 55° vittoria per la Ferrari
- 70° podio per la Brabham
- 200° podio per la Ferrari

Motori
- 55ª vittoria per il motore Ferrari
- 200° podio per il motore Ferrari
- 225° podio per il motore Ford Cosworth

Giri al comando
- Vittorio Brambilla (1-15)
- Carlos Reutemann (16-69)
- Niki Lauda (70-80)

## Classifiche

### Piloti
| Pos | Pilota             | Punti |
| --- | ------------------ | ----- |
| 1   | Niki Lauda         | 32    |
| 2   | Carlos Reutemann   | 22    |
| 3   | Emerson Fittipaldi | 21    |
| 4   | Carlos Pace        | 16    |
| 5   | Jody Scheckter     | 15    |
| 6   | Clay Regazzoni     | 12    |
| 7   | Patrick Depailler  | 11    |
| 8   | Jochen Mass        | 10,5  |
| 9   | James Hunt         | 7     |
| 10  | Jacky Ickx         | 3     |
| 10  | Ronnie Peterson    | 3     |
| 10  | Mario Andretti     | 3     |
| 13  | Mark Donohue       | 2     |
| 14  | Jean-Pierre Jarier | 1,5   |
| 15  | Vittorio Brambilla | 1     |
| 15  | Tom Pryce          | 1     |
| 15  | Tony Brise         | 1     |
| 18  | Lella Lombardi     | 0,5   |

### Costruttori
| Pos | Costruttore            | Punti |
| --- | ---------------------- | ----- |
| 1   | Brabham-Ford Cosworth  | 35    |
| 1   | Ferrari                | 35    |
| 3   | McLaren-Ford Cosworth  | 26,5  |
| 4   | Tyrrell-Ford Cosworth  | 19    |
| 5   | Hesketh-Ford Cosworth  | 7     |
| 6   | Lotus-Ford Cosworth    | 6     |
| 7   | Parnelli-Ford Cosworth | 3     |
| 8   | Shadow-Ford Cosworth   | 2,5   |
| 9   | Penske-Ford Cosworth   | 2     |
| 10  | March-Ford Cosworth    | 1     |
| 10  | Hill-Ford Cosworth     | 1     |